# David Lunn
David Ramsay Lunn (* 17. Juli 1930 in Tyneside, England; † 19. Juli 2021) war Bischof von Sheffield in der Church of England. Er betätigte sich auch als Autor.

## Leben und Karriere
Lunn studierte am King’s College der University of Cambridge und wandte sich danach dem Anglo-Katholizismus zu.
Nach der Hillsborough-Katastrophe 1989 stellte Lynn einen Plan vor, solche Katastrophen zukünftig zu vermeiden. Im Jahr 1997 wurde er zum Ehrendoktor der Universität Sheffield ernannt. Nach seiner Amtszeit als Bischof von Sheffield amtierte er als Assistenzbischof in York.
In seiner Funktion als Bischof von Sheffield war Lunn von 1985 bis 1997 als geistlicher Lord Mitglied des House of Lords.

## Werke
- 1990: Rivers, Rectors and Abbots[3]
- 1991: Roses Wild: A little book by the Bishop of Sheffield concerning the roses in his garden at Bishopscroft[4]
- 1993: Kings, Canals And Coal[5]